# Josef Abel
Josef Abel (3 de Janeiro de 1914 - 1 de Dezembro de 1984) foi um oficial da Alemanha que serviu durante a Segunda Guerra Mundial.

## Biografia
Abel entrou para o Exército no dia 16 de Outubro de 1936 permanecendo até o dia 26 de Outubro de 1938 na 10. Companhia do Regimento de Infantaria 63.
No dia 26 de Agosto de 1939 se tornou o comandante (em alemão: Gruppenführer) da 1ª Companhia do 217 Regimento de Infantaria. Após a campanha polonesa e francesa, Abel foi promovido para Oberfeldwebel no dia 1 de Maio de 1941 e se tornou o comandante da 7. Companhia de sua unidade.
Foi no comando desta unidade que Josef Abel foi condecorado com a Cruz de Cavaleiro da Cruz de Ferro no dia 23 de Novembro de 1941, após intensos combater contra as forças russas em Staro-Shiwotow. No dia 14 de Julho de 1943 foi promovido para Fahnenjunker e dois dias mais tarde se tornou o comandante do 2. Stammkompanie do Grenadier-Ersatz-Bataillons 217.
No dia 24 de novembro de 1943 foi enviado para a Escola de Guerra de Wiener Neustadt (em alemão: Kriegsschule Wiener Neustadt). Recebeu a promoção para Leutnant no dia 20 de abril de 1944.
No dia 8 de fevereiro de 1945 chegou na Schule II para Fahnenjunker de Infantaria em Wiener Neustadt. No dia 27 de abril de 1945 conseguiu escapar de ser capturado pelas tropas russas. Em Salzburgo se entregou para as tropas norte-americanas onde permaneceu em cativeiro até o final de Setembro de 1945.

## Patentes
| Waffen-Unteroffizier     | 16 de outubro de 1936 |
| Oberfeldwebel            | 1 de maio de 1941     |
| Fahnenjunker             | 14 de julho de 1943   |
| Leutnant                 | 20 de abril de 1944   |
| Oberleutnant der Reserve | 30 de janeiro de 1945 |

## Condecorações
- Cruz de Ferro 2ª Classe - 22 de junho de 1940[5]
- Cruz de Ferro 1ª Classe - 26 de julho de 1941[5]
- Cruz de Cavaleiro da Cruz de Ferro - 23 de novembro de 1941[6][7]
- Distintivo de Feridos (1939) em Preto
- Distintivo de Feridos (1939) em Prata - 5 de setembro de 1942[5]
- Distintivo da infantaria de assalto - 22 de julho de 1943[5]
- Medalha da Frente Oriental